# Strandkrassing

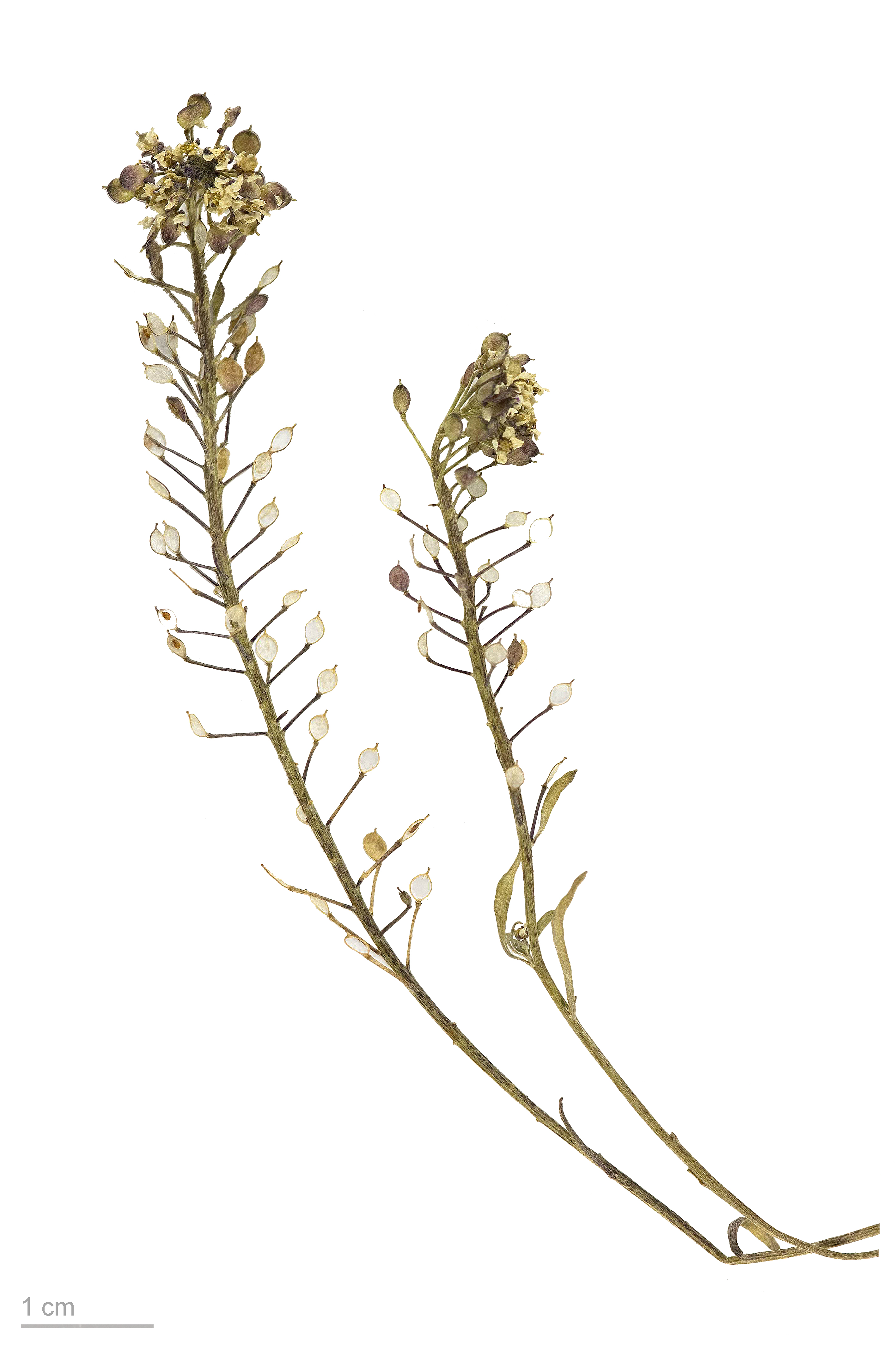
Lobularia maritima

Strandkrassing (Lobularia maritima) är en växtart i familjen korsblommiga växter.